# 明延鉱山
明延鉱山（あけのべこうざん）は、かつて兵庫県養父郡大屋町明延（現：養父市）にあった鉱山。スズ、銅、亜鉛、タングステンなどの多品種の非鉄金属鉱脈を有し、特にスズは日本一の鉱量を誇っていた。

## 歴史

### 中世
天平勝宝4年（752年）に開眼供養が行われた奈良・東大寺の東大寺盧舎那仏像（奈良の大仏）には、明延から産出された銅が多く使われたとする伝承がある。ただし、明延鉱山の開坑は大同4年（809年）とされている。

### 近世

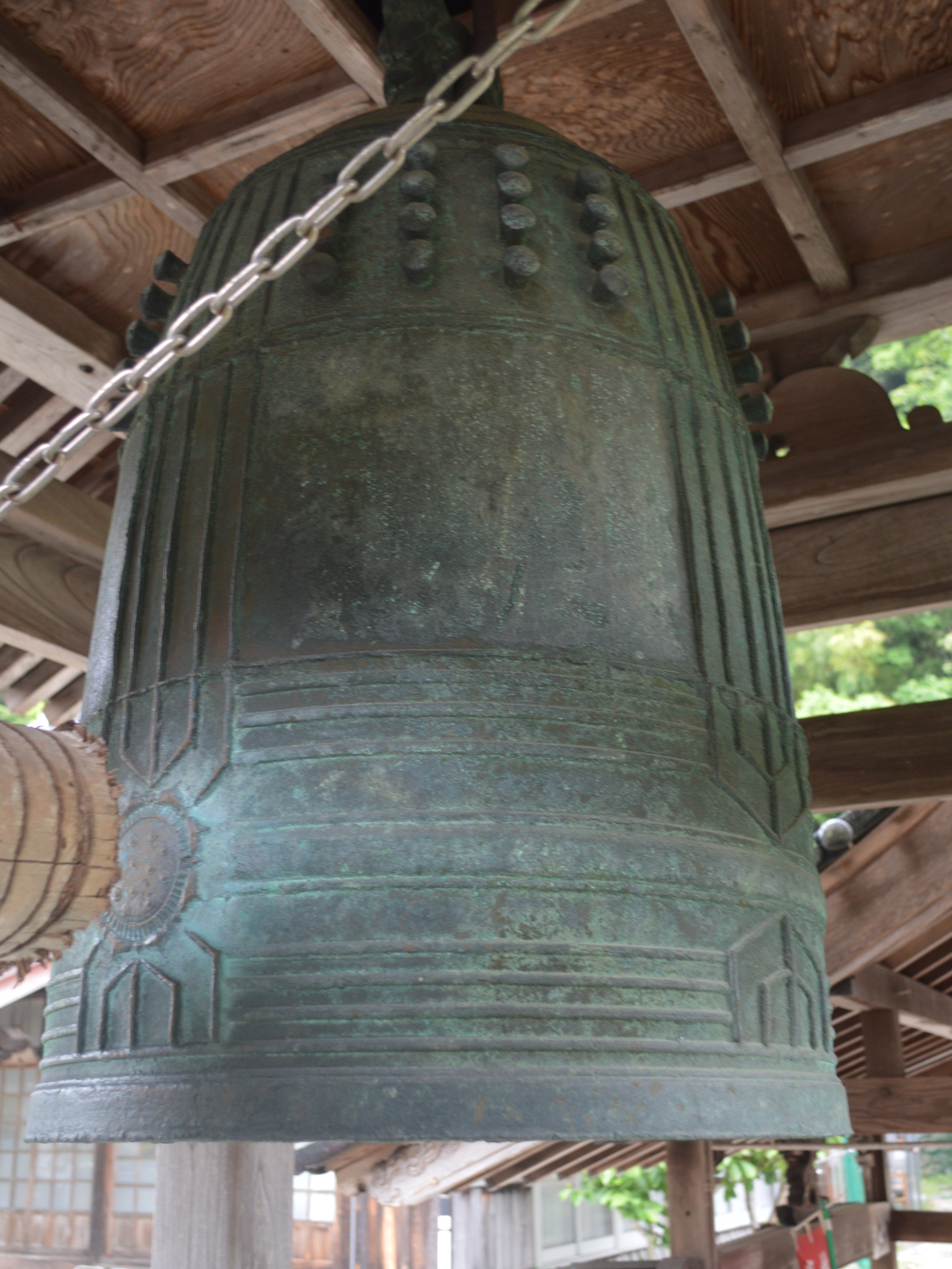
両松寺梵鐘

銅山としては大同年間（806年～810年）以後に衰退していき、江戸時代中期の明和年間（1764年～1772年）まで銅を産出していた記録は見られない。安土桃山時代の天正年間（1573年～1592年）には銀の鉱脈が発見され、家屋が急増して千軒町と呼ばれるようになった。豊臣秀吉は明延を訪れて「山路きて 我もつかれし芦谷の 夜はほのぼのと 明延の里」と読んだとされる。文禄5年（1596年）、妙見堂に明延鉱山で産出された銀と銅の合金で鋳造された梵鐘が奉納されたが、この梵鐘には（明延鉱山や明延銅山ではなく）明延銀山と刻まれている。
寛永年間（1624年～1644年）には衰退したとされる一方で、元禄年間（1688年～1692年）の記録で「明延銀山大繁昌」と記されているものもある。元禄12年（1699年）の「御公用覚帳」には、明延集落の長さが4町（約400m）、家数が67軒と記されている。安永5年（1776年）の記録には、観音町、本町、中町、片町、新町があったと記されている。宝永年間（1704年～1711年）以後には銀の産出が衰えて銅山としての性格を強めたとされる。

### 近代
明治維新後の1872年（明治5年）には久美浜県に組み込まれ、御料局生野支所の支配下に置かれた。1896年（明治29年）には岩崎小弥太の三菱合資会社に払い下げられた。
明延鉱山で産出した鉱石を神子畑選鉱所に運搬するために、1912年（大正元年）には5.75 kmの鉱山列車である明神電車が運行を開始した。1952年（昭和27年）にはっ旅客輸送も開始し、1円という乗車賃で乗客を運んだことから一円電車という愛称が付いた。

### 現代

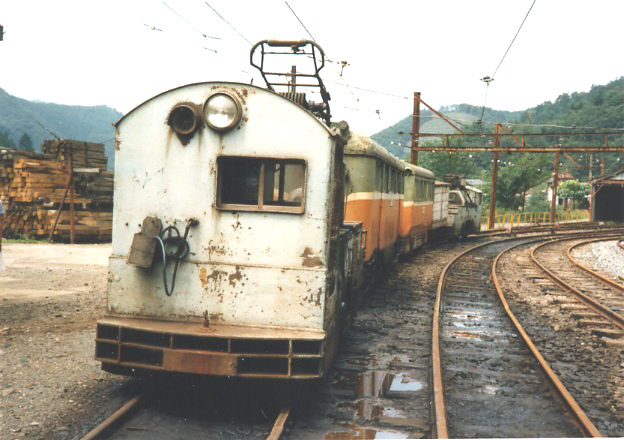
明神電車（1980年撮影）

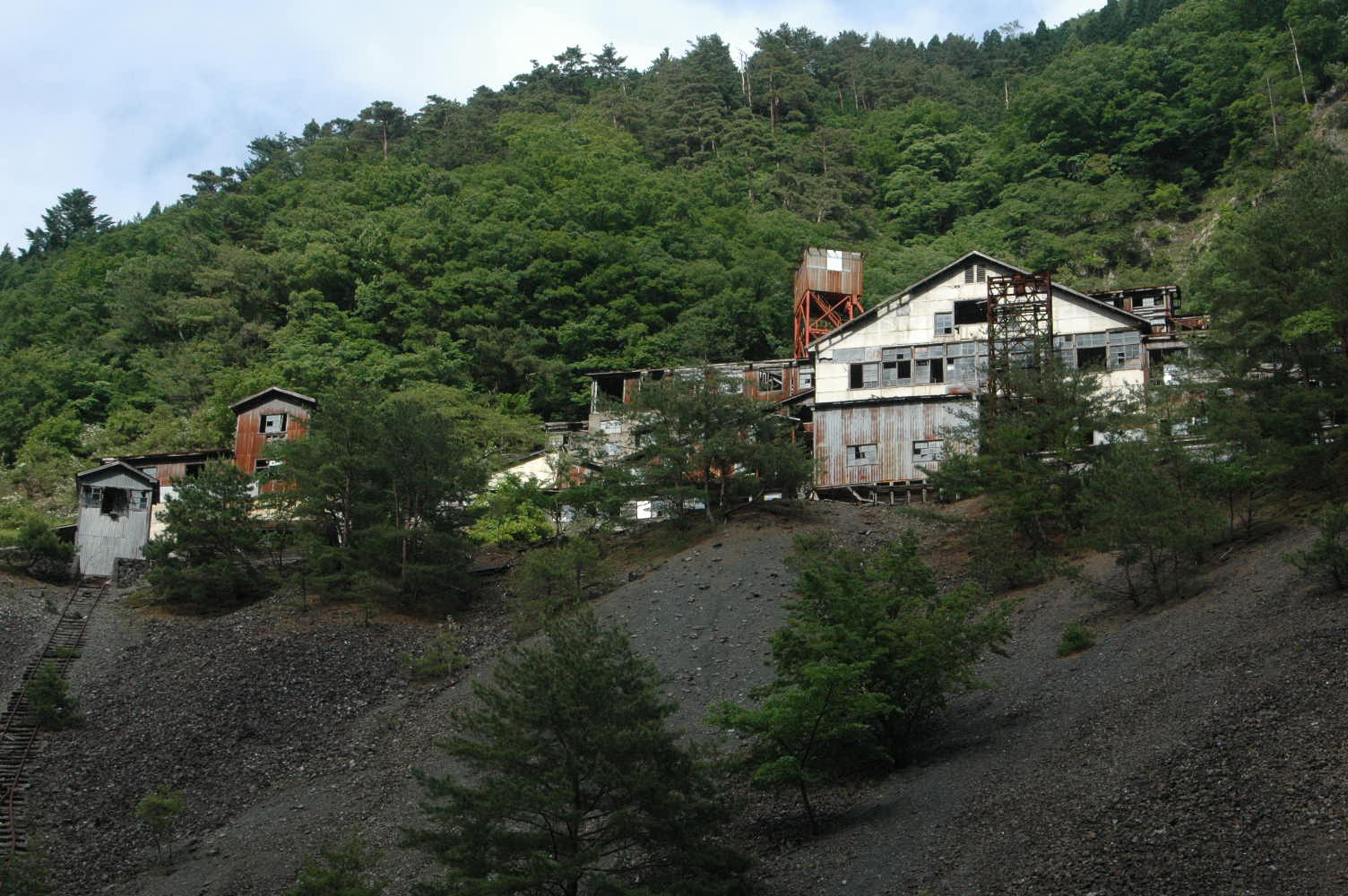
大仙選鉱場

太平洋戦争後に活況を取り戻すと、1952年（昭和27年）には大幅縮小された新潟県の佐渡金山から、1953年（昭和28年）には大分県の尾平鉱山から、1965年（昭和40年）には宮崎県の槙峰鉱山から多くの転入者を受け入れた。明延鉱山の最盛期は太平洋戦争中から1951年（昭和26年）頃であり、この頃の粗鉱生産量は月産35,000tだった。最盛期の明延の人口は4,123人（963世帯）だった。1957年（昭和32年）には福利厚生施設である明延協和会館が建て替えられ、協和会館では映画や演劇の興行が行われるとともに、島倉千代子、霧島昇、高田浩吉、灰田勝彦、東海林太郎、春日八郎などの歌手が来演した。
1960年代後半以降に進められた合理化などが理由で、1967年（昭和42年）には初めて多数の転出者を出し、その後も数回にわたって転出者を出した。1972年（昭和47年）には生野鉱山と和歌山県の妙法鉱山から、1978年（昭和53年）にはいずれも秋田県の松木鉱山や尾去沢鉱山から、1979年（昭和54年）には下川鉱山から転入者を受け入れるなど、明延鉱山の趨勢は他地域の鉱山の動向にも大きく左右された。
明延鉱業所は1973年（昭和48年）に三菱金属株式会社（現三菱マテリアル株式会社）の鉱山となったが、同年に発生したオイルショックをきっかけに、1976年（昭和51年）には三菱金属の子会社として分離・独立して明延鉱業株式会社が発足した。閉山前の銅、亜鉛、スズの粗鉱生産量は月産25,500tであった。
1985年（昭和60年）のプラザ合意後には急激な円高が進み、銅、亜鉛、スズの市況が下落したことで、明延鉱業は大幅な赤字を計上することとなった。採掘可能な鉱脈は残されていたが、1987年（昭和62年）1月31日午後11時20分の発破を最後に、明延鉱業は同年3月をもって閉山した。
児童数がピークに達した1959年（昭和34年）、大屋町立明延小学校には784名の児童が在籍していたが、明延小学校は1988年（昭和63年）に閉校となった。1989年（平成元年）には明延小学校の校舎を改修してあけのべ自然学校が設立された。

### 閉山後
2007年（平成19年）には経済産業省が近代化産業遺産群33を認定し、「25. 我が国鉱業近代化のモデルとなった生野鉱山などにおける鉱業の歩みを物語る近代化産業遺産群」において「明神電車と蓄電池機関車」「明延鉱山探検坑道（旧世谷通洞坑）」「明盛共同浴場『第一浴場』建屋」の3点が認定された。
明延鉱山跡には選鉱所の建物が現存し、また鉱山鉄道で使われていた踏切の警報機、レール等も残されている。また、養父市立あけのべ自然学校が鉱山で使われていた鉄道車両（明神電車と蓄電池機関車、貨車等）や明延鉱山探検坑道を管理している。朝来市の道の駅あさごにも明神電車の一部の車両が静態保存されている。

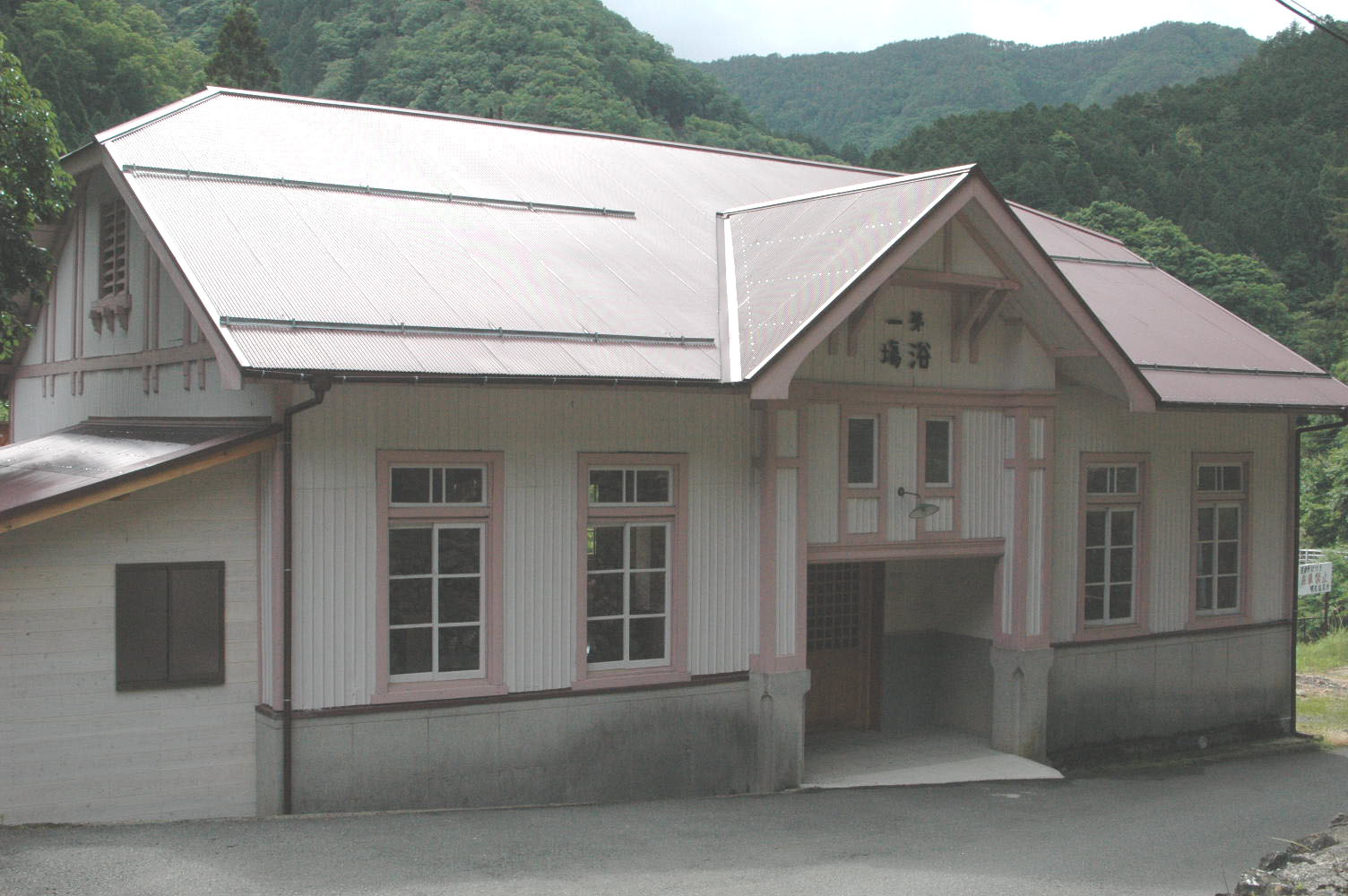
1934年竣工の第一浴場
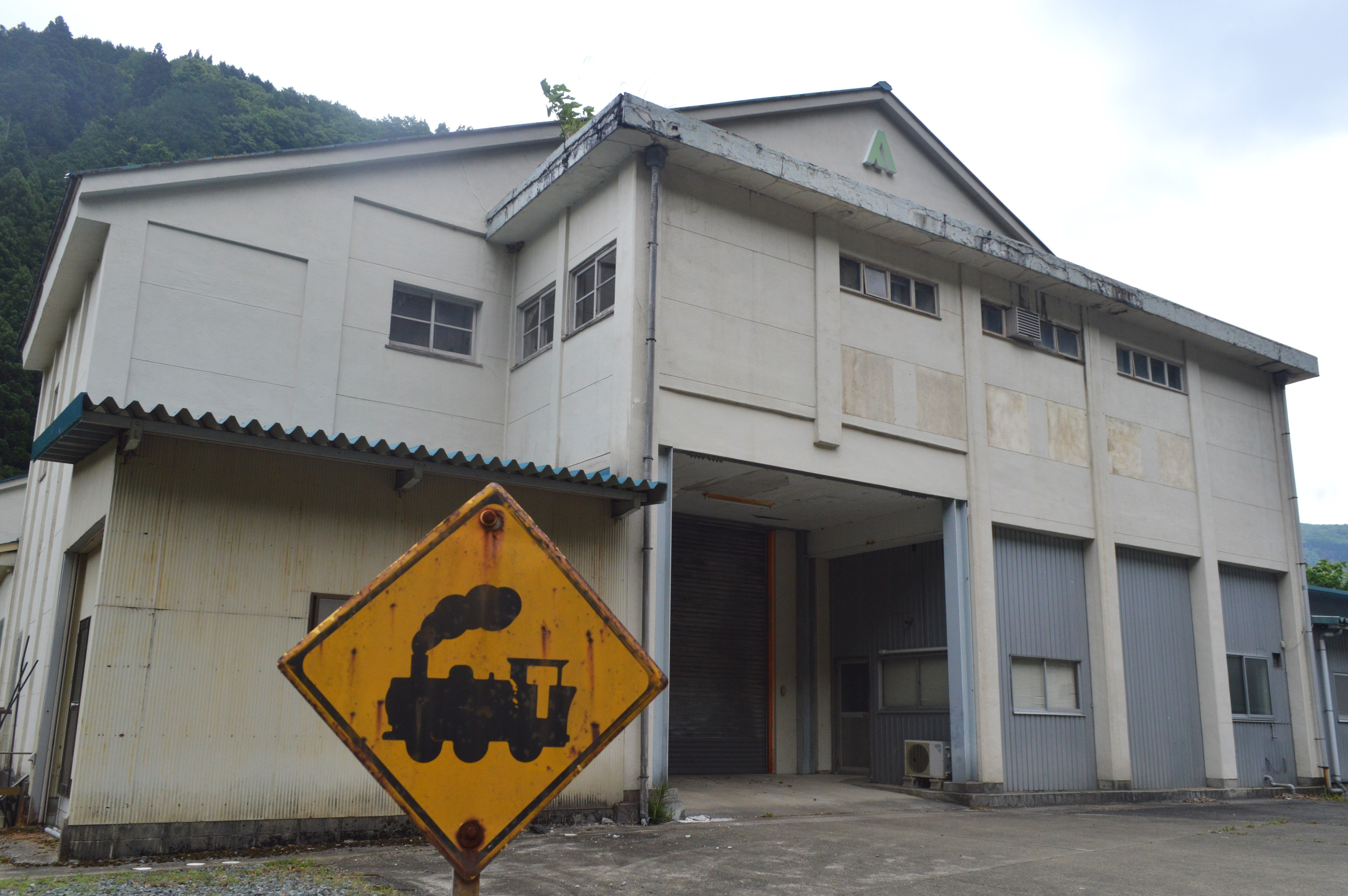
1957年竣工の明延協和会館
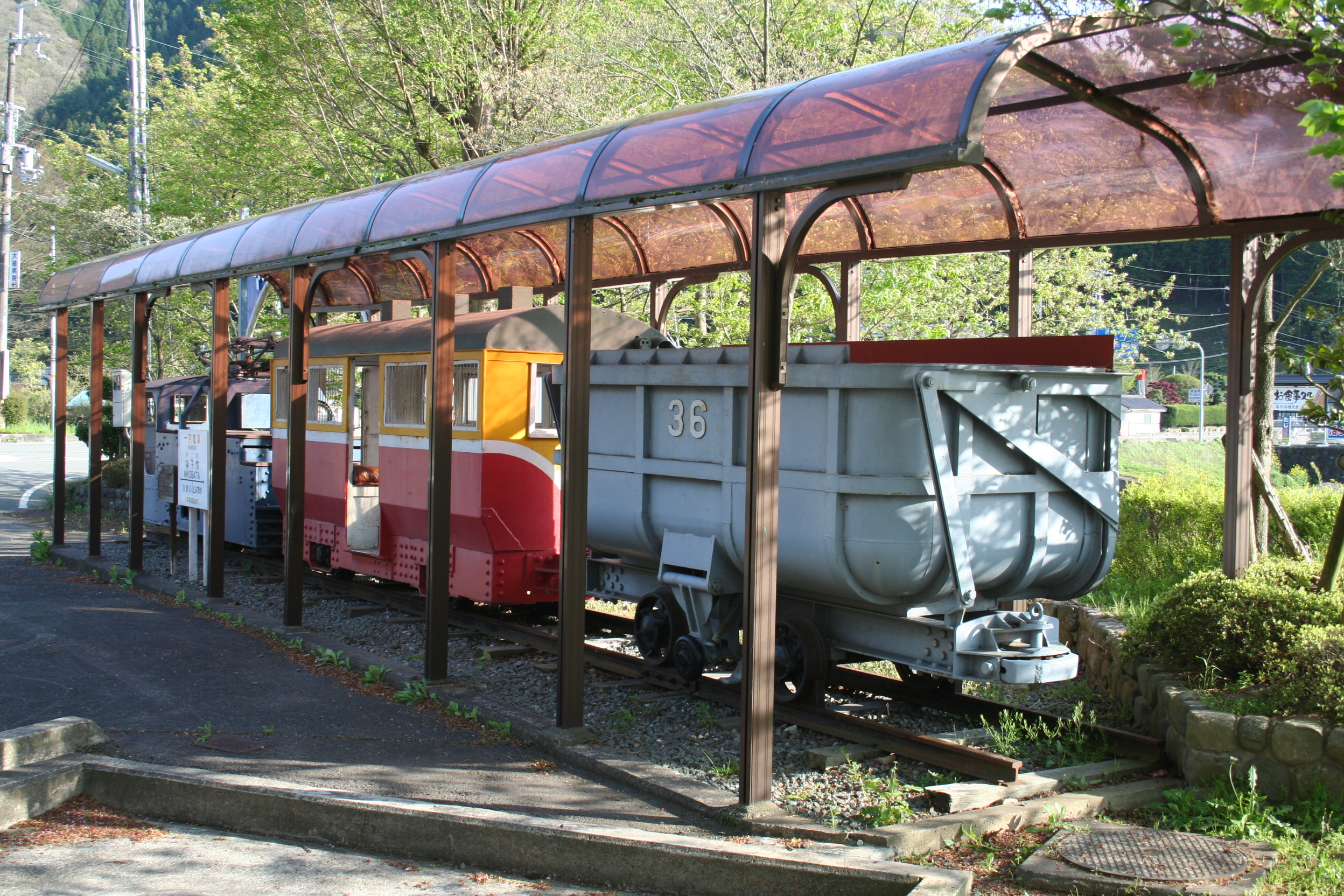
道の駅あさごに保存されている明神電車

## 交通アクセス
- 山陰本線八鹿駅から全但バスで明延行に乗車、「明延」下車。